# طومي هنت
طومي هنت (بالإنجليزية: Tommy Hunt)‏ هو مغني أمريكي، ولد في 18 يونيو 1933 في بيتسبرغ في الولايات المتحدة.

## وصلات خارجية
- طومي هنت على موقع IMDb (الإنجليزية)
- طومي هنت على موقع ميوزك برينز (الإنجليزية)
- طومي هنت على موقع أول ميوزيك (الإنجليزية)
- طومي هنت على موقع ديسكوغز (الإنجليزية)